# Carrefour Market
Carrefour Market es una cadena de supermercados del Grupo Carrefour. Se trata de los establecimientos de tamaño intermedio del grupo, con superficies de entre 800 y 2.000 m². Están ubicados tanto en los núcleos urbanos, como en las afueras.
Por superficie, se encuentran por debajo de los hipermercados del grupo y por encima de los supermercados de proximidad Carrefour Express.

## Historia
Carrefour inicia desde 2010 la implantación de la enseña "Carrefour Market" en España. Con esta marca, el grupo de distribución unificó a nivel internacional su formato de supermercado, utilizando "Carrefour Market" para denominar sus centros de 800 a 2.000 m², en sustitución de Carrefour Express. Muchas de estas tiendas eran los antiguos almacenes Simago,   adquiridos en 1997 por Continente que las explotó bajo la enseña Champion hasta la fusión con Pryca.

### Cambio de nombre
Por su parte, los supermercados de proximidad de 250 a 700 m², anteriormente denominados Carrefour City o Carrefour Mini, según el país, pasaron a denominarse Carrefour Express.

## Argentina
En 2012 la cadena de supermercados Carrefour inauguró la primera sucursal de Carrefour Market.